# Afrikansk bøffel
Afrikansk bøffel (Syncerus caffer) eller kafferbøffel er et parrettået hovdyr, der forekommer over store dele af Afrika og er kontinentets største okse. Den kan leve i flokke på op til flere hundrede dyr. Den afrikanske bøffel lever især af græs.

## Udseende
Individerne når en kropslængde mellem 170 og 340 cm, en skulderhøjde mellem 100 og 170 cm samt en halelængde på 70 til 110 cm. Vægten varierer mellem 300 og 900 kg, hunner er generelt mindre end hanner. Der findes store forskelle mellem underarterne angående størrelse og andre kendetegn. Underarten S. c. caffer som forekommer på savannen i det østlige Afrika er næsten dobbelt så stor som underarten S. c. nana som lever i de centralafrikanske regnskove.
Unge dyr har en tæt pels, men hårbeklædningen bliver mindre i løbet af dyrets liv og gamle individer er næsten nøgne. Farven hos S. c. caffer er oftest mørkebrun til sort og hos S. c. nana brun til rødlig. Der findes forskellige brunlige variationer individerne imellem.
Store horn findes hos begge køn og de når hos hanner som lever på savannen en længde på op til 160 cm. Derimod er hunnens horn af underarten S. c. nana bare 40 cm lange. Ørerne er placeret under hornene. Hanner har desuden et hårdt "skjold" som forbinder de to horn. Hornene af underarten S. c. caffer er betydeligt større end hos den anden underart.

## Udbredelse
Underarten S. c. caffer findes udelukkende syd for Sahara. En nærtbeslægtet art, Pelorovis antiquus (eller Syncerus antiquus), levede også nord for Sahara, men uddøde for længe siden. Den afrikanske bøffel forekommer i mange forskellige habitater, for eksempel i tæt regnskov og på den åbne savanne. Dyret mangler kun i egentlige ørkner. I bjergområder findes arten op til 4.000 meter over havet. Størst er populationen i områder med våde savanner med god tilgang til vand, føde og skjulesteder (buske).

## Levevis
Afrikanske bøfler lever i flokke som i flere år forbliver i samme revir og som vandrer gennem territoriet ad faste veje. Individerne vandrer normalt 18 timer per dag med en gennemsnitlig hastighed på 5,4 km/t. Undtagelsesvis kan de komme op på 57 km/t. Foruden græs æder de også af træernes løv. Flokken består hovedsageligt af hunner med deres unger, men i parringstiden kommer også hannerne til. Desuden forekommer flokke af unge hanner. Flokke af underarten S. c. caffer består af 50 til 500 individer. Sjældent kan flere flokke samle sig til grupper på op til 3.000 individer. S. c. nana lever i betydeligt mindre grupper af 8 til 20 dyr. I parringstiden forekommer kampe mellem hannerne for at fastslå et hierarki.
Efter drægtighedsperioden, som varer i cirka 340 dage, føder hunnen en kalv. De unge dyr af hankøn forbliver cirka to år i flokken. Unge hunner tilhører sædvanligvis hele livet den samme flok, hvor de blev født. Efter fire til fem år bliver ungdyrene kønsmodne. Afrikansk bøffel lever i cirka 15 til 25 år og i dyreparker i op til 30 år.

## Fjender
Bortset fra mennesket har afrikanske bøfler næsten ingen fjender. Løver, plettede hyæner, geparder og leoparder forsøger af og til at tage et ungdyr eller syge individer. Raske bøfler er gode til at forsvare sig og angriberen tvinges oftest på flugt. I sjældne tilfælde er løver til og med blevet dræbt af bøfler. Undertiden bliver enlige voksne bøfler offer for løver eller bliver bytte for krokodiller, når de krydser en flod.
En større plage for bøflen er parasitter såsom blodmider (Ixodida) som sidder på bøflens hud. Derfor forekommer ofte de stærelignende oksehakkere (Buphagus) på bøflens ryg som lever af disse snyltere.

## Afrikanske bøfler og mennesket
Den afrikanske bøffel, som tilhører de "fem store" blandt storvildt, bliver anset som et farligt vildt dyr og slår hvert år mange mennesker ihjel. Det er oftest sårede dyr eller enlige tyrer som går til angreb. Safarigæster som i dag rejser til Afrika kan komme ganske nær en flok af afrikanske bøfler uden større fare så længe man færdes i bil. Jagten mindskede bestanden i flere lande og i nogle områder blev arten helt udryddet. For eksempel regnedes arten i Sydafrika som uddød, men er i de senere år genindført i landets nationalparker. Der holdes også bøfler i mange private reservater. I det østlige Afrika er bestanden øget betydeligt. I 1989 fandtes der i Serengeti 67.500 bøfler.

## Navn og systematik
Dyrets andet navn, kafferbøffel, indeholder ordet "kaffer", som er en nedsættende betegnelse for områdets oprindelige befolkning. Ordets anvendelse i nutiden er derfor omstridt. Også det videnskabelige navn består af ordet caffer på grund af at arten blev beskrevet af den svenske naturforsker Anders Sparrman (1748-1820) med dette navn. Ifølge reglerne for videnskabelige navn kan denne betegnelse ikke ændres.
Tidligere blev underarterne Syncerus caffer nana og Syncerus caffer caffer beskrevet som forskellige arter. Desuden findes ifølge nogle zoologer en underart mere, Syncerus caffer brachyceros. Andre har i tidens løb beskrevet yderligere 30 underarter som ikke godtages af de fleste zoologer.

### Trykte kilder
- Ronald M. Nowak: Walker's Mammals of the World. Johns Hopkins University Press, 1999 ISBN 0-8018-5789-9